# غاري تيلو
غاري تيلو (بالإسبانية: Gary Tello)‏ هو لاعب كرة قدم تشيلي في مركز الهجوم، ولد في 11 أبريل 1991 في تشيلي. لعب مع ديبورتيس ماجالانز ولاسيرينا.

## وصلات خارجية
- غاري تيلو على موقع قاعدة بيانات كرة القدم.إي يو (الإنجليزية)
- غاري تيلو على موقع Soccerway.com (الإنجليزية)
- غاري تيلو على موقع AS.com (الإسبانية)